# Denise

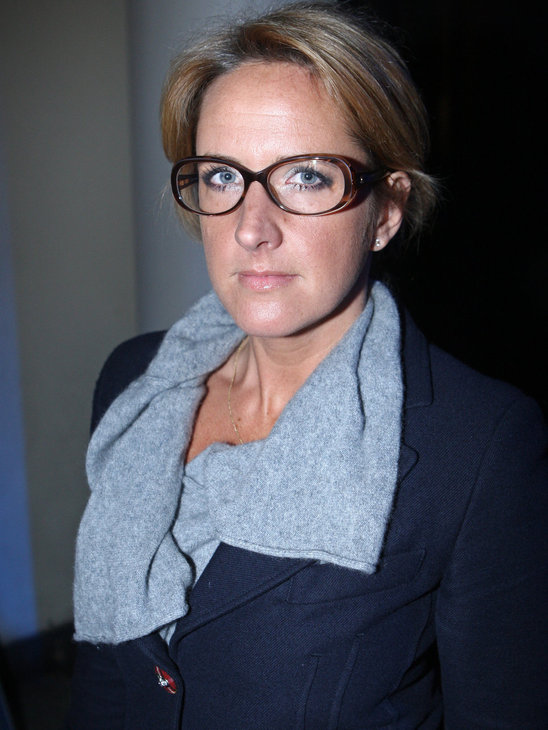
Denise Rudberg

Kvinnonamnet Denise är en fransk kortform av det ursprungligen grekiska namnet Dionysios som betyder den till guden Dionysos vigde.
Namnet började användas i någon större utsträckning i Sverige först efter andra världskriget.[källa behövs] Det dök upp i den svenska namnlängden år 2001.
Den 31 december 2014 fanns det totalt 3 568 kvinnor folkbokförda i Sverige med namnet Denise, varav 2 052 bar det som tilltalsnamn.
Namnsdag: I Sverige 7 augusti. I den finlandssvenska namnsdagslängden har Denise namnsdag 8 november sedan 2015. Före det hade Denise namnsdag 5 maj 2005–2014.

## Personer med namnet Denise
- Denise Crosby, amerikansk skådespelerska
- Denise Biellmann, schweizisk konståkerska
- Denise Grünstein, finsk konstnär
- Denise Herrmann, tysk skidskytt
- Denise Hinrichs, tysk friidrottare
- Denize Karabuda, svensk skådespelare, manusförfattare och regissör
- Denise Karbon, italiensk alpin skidåkare
- Denise Lewis, brittisk friidrottare
- Denise Lopez, svensk popsångerska
- Denise Mina, skotsk författare
- Denise Richards, amerikansk skådespelerska
- Denise Rudberg, svensk författare